# De Arend (Zuidland)
De Arend is een korenmolen uit 1844 gelegen in de plaats Zuidland, in de Nederlandse provincie Zuid-Holland. De witgepleisterde, ronde stenen stellingmolen ligt aan de Molendijk.
De molen werd in opdracht van Pieter de Gilde gebouwd door Dirk David van Dijk, als vervanger van een afgebrande houten molen. Een gedenksteen boven de deur naar de stelling vermeldt dat de eerste steen is gelegd door Cornelia Jannetje de Gilde P.D. en de tweede steen door Jannetje Johanna de Gilde A.D. Daarna werd de Arend een aantal malen doorverkocht. Hij bleef in bedrijf tot 1954, om daarna langzaam maar zeker in verval te raken. In 1969 kocht de gemeente de molen, om hem na twee restauraties in 1972 en in 1976-1977 weer maalvaardig te laten restaureren. Sindsdien wordt hij door vrijwilligers in bedrijf gehouden. De voormalige gemeente Bernisse heeft afstand gedaan van de molen en sinds 2015 valt het monument onder het beheer van de stichting Molenbehoud Nissewaard. De vlucht bedraagt 22,30 m.
In de molen bevinden zich twee koppels maalstenen en een mengketel. De molen is doorgaans op zaterdag geopend en tijdens de openingsuren worden er molenproducten verkocht.

## Foto's

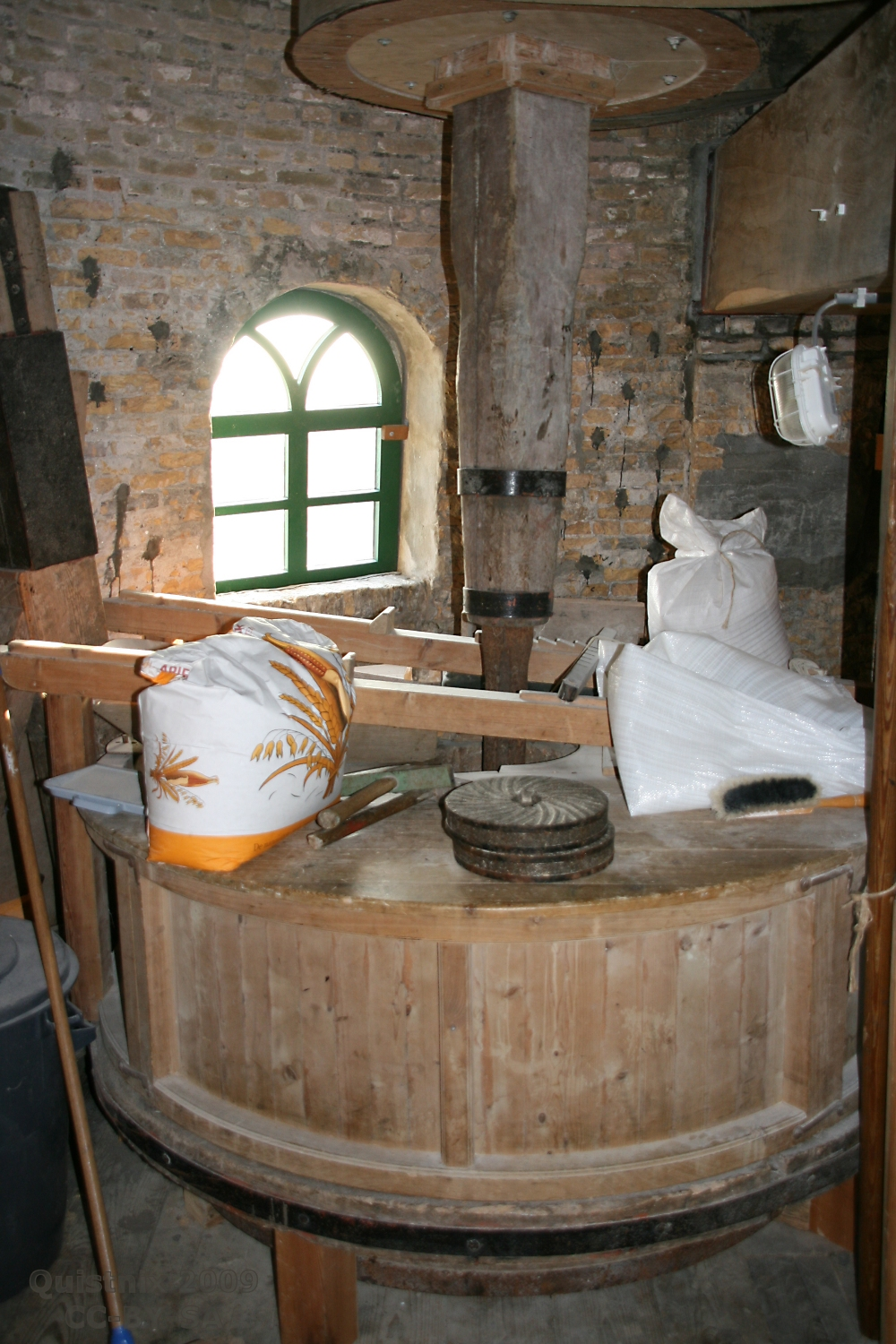
Maalkoppel in de molen
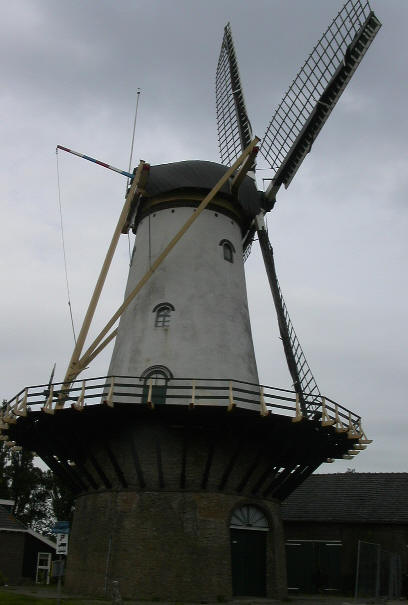
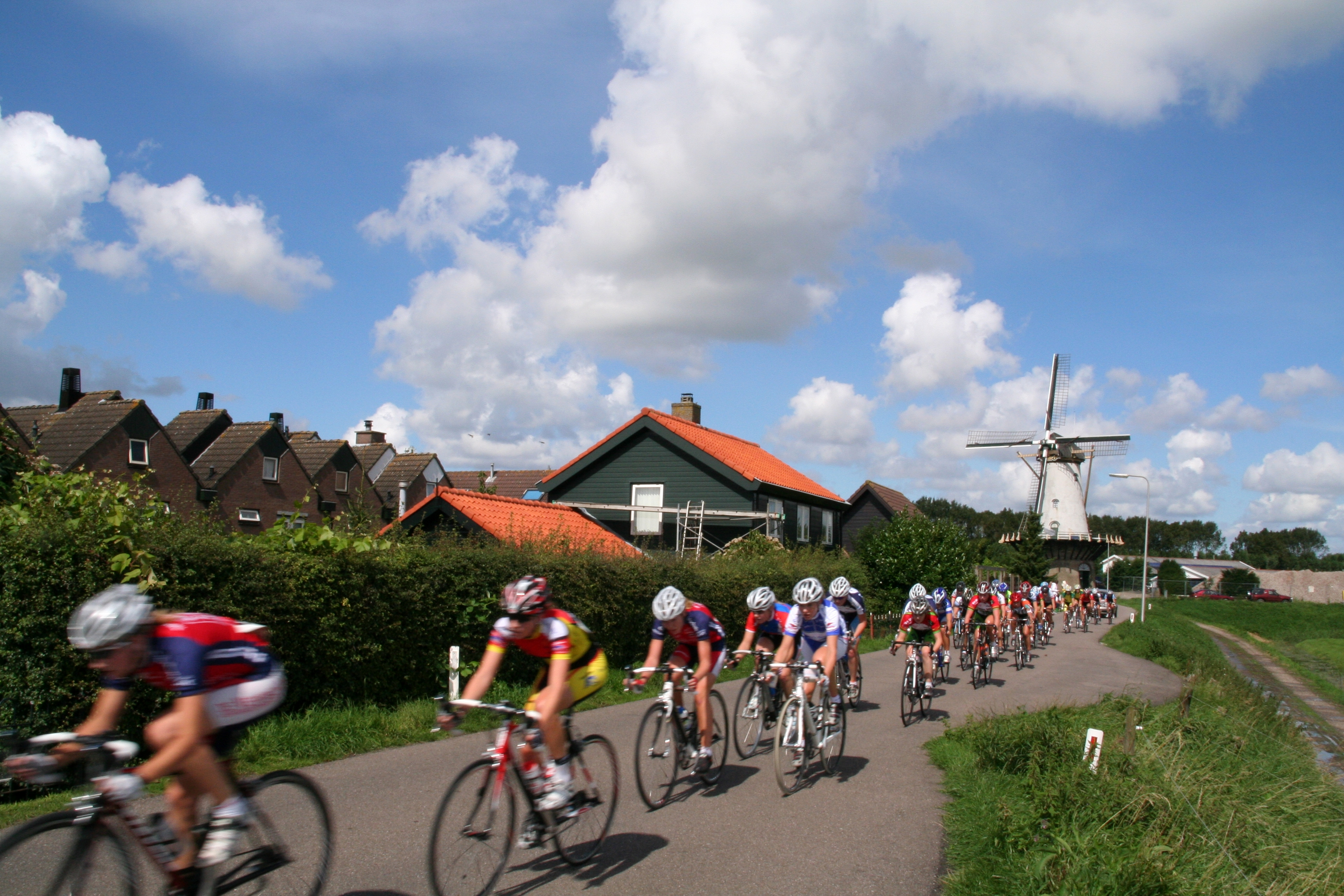
Ronde van Zuidland